# Антони (Канзас)
Антони (англ. Anthony) — город в штате Канзас (США). Административный центр округа Харпер. В 2020 году в городе проживали 2108 человек.

## Географическое положение

Антони на картах округа и штата

По данным Бюро переписи населения США Антони имеет общую площадь в 8,31 км². Город находится на юге штата Канзас.
Через город проходят шоссе:
- K-2 (англ. K-2)
- K-44 (англ. K-44)
- K-179 (англ. K-179)

## История
Город был основан в 1878 году и назван в честь Джорджа Антони, губернатора Канзаса в 1876—1878 годах. Через Антони провели железную дорогу Сент-Луис-Сан-Франциско и Тихоокеанскую железную дорогу Миссури около 1891 года. К 1912 году через город прошли ещё три железные дороги. Однако около 1986 года началось закрытие железных дорог, и к 2000 году Антони остался без железнодорожного сообщения.

## Население
| Год переписи | Нас. |  | %±     |
| ------------ | ---- |  | ------ |
| 1880         | 345  |  | —      |
| 1890         | 1806 |  | 423,5% |
| 1900         | 1179 |  | −34,7% |
| 1910         | 2669 |  | 126,4% |
| 1920         | 2740 |  | 2,7%   |
| 1930         | 2947 |  | 7,6%   |
| 1940         | 2873 |  | −2,5%  |
| 1950         | 2792 |  | −2,8%  |
| 1960         | 2744 |  | −1,7%  |
| 1970         | 2653 |  | −3,3%  |
| 1980         | 2661 |  | 0,3%   |
| 1990         | 2516 |  | −5,4%  |
| 2000         | 2440 |  | −3%    |
| 2010         | 2269 |  | −7%    |
| 2020         | 2108 |  | −7,1%  |

В 2020 году в городе проживало 2108 человек (44,2 % мужчин и 66,8 % женщин), насчитывалось 1217 домашних хозяйств. Население Антони по возрастному диапазону распределилось следующим образом: 29,6 % — жители младше 18 лет, 53,9 % — от 18 до 65 лет и 16,5 % — в возрасте 65 лет и старше. Медианный возраст — 35,3 лет. Расовый состав: белые — 90,2 %, и представители двух и более рас — 5,6 %. Высшее образование имели 15,2 %.
В 2020 году медианный доход на домашнее хозяйство оценивался в 47 266 $, на семью — 68 925 $. 20,2 % от всей численности населения находилось на момент переписи за чертой бедности. 51,5 % работали в частных компаниях, 2,9 % — самозанятые, 17,3 % были сотрудниками частных некоммерческих организаций, 19,4 % были государственными служащими, 8,9 % были самозанятыми в собственном незарегистрированном бизнесе или домашнем хозяйстве.